# Мечеть Залхана
Мечеть Залхана (Шаарская) (арм. Զալխանի մզկիթ, азерб. Zalxan məscidi) — одна из знаменитых мечетей Еревана, располагавшаяся в квартале Шаар.
На сегодняшний день в Ереване есть только одна действующая мечеть — Голубая мечеть, а на месте мечети Залхана расположено здание Союза художников.